# ベイカー・ストリート・イレギュラーズ
ベイカー・ストリート・イレギュラーズ（BSI）は、本格的なものとしては世界最古の歴史を持つシャーロキアン団体である。ニューヨーク市に本部をおく。クリストファー・モーリーの呼びかけで1934年に創設された。入会資格は、モーリーの弟フランクの製作した、ホームズものにまつわるクロスワードパズルを解くことだった。
第一回の夕食会に出席した者の中に、レックス・スタウト、フレデリック・ド・スティール、ジョン・ベネッド・ショウといった人たちがいる。有名なホームズ俳優のウィリアム・ジレットは、ホームズの扮装で拡大鏡を片手に床を這いずりながら会場へ入場して、万雷の拍手を浴びた。
フランクリン・ルーズベルト、ハリー・トルーマン、アイザック・アシモフといった人たちも、やや遅れて入会をゆるされた。
年に一度、ホームズの誕生日とされる1月6日にもっとも近い金曜日（元旦に近すぎる場合には翌週）に開かれる夕食会が、その活動の最大のものである。夕食会の冒頭では、ホームズとワトスン、ハドスン夫人、アイリーン・アドラーへの「乾杯の儀」が行われる。ホームズにかかわる出題をされ、これに正解できなかったものは、全員に一杯ずつ奢るべしという会則がある。

## 役職
ガソジン(炭酸飲料製造機）
通常の会長に相当。
タンタラス(酒瓶台)
通常の事務局長に相当。
コミッショネア(便利屋)
夕食会における幹事役。

## 支部
BSIの誕生に触発されて、多くのシャーロキアン団体が全米に誕生した。その多くはBSIの「支部」を名乗って、ニューヨークの本部とゆるやかな提携関係を結んだ。これらの支部のうちでもっとも誕生の早かったのは、1935年にニューヨーク州ウィンチェスター郡につくられた「五つのオレンジの種」で、シカゴの「バスカヴィル家の犬」(1943年)、フィラデルフィアの「ぶな屋敷の息子たち」(1947年)などがこれに続いた。その総数は現在では大小を含めて数百に及ぶとされている。
一時期、日本にも江戸川乱歩らによる「バリツ支部」が存在した。

## 関連人物
- 長沼弘毅